# 韓贊周
韩赞周（？—1645年），字相文，西安府鄠縣（今陕西省西安市鄠邑区）人，明朝崇祯帝朱由检时期的南京守备太监、南明弘光帝朱由崧时期的司禮監太监。

## 生平
韓贊周個性忠誠勤勉，崇祯九年（1636年），在司禮監担任职务，清兵入塞後調為京營副提督巡城，其後担任南京守备太监。崇祯十六年（1643年），朝廷授與他五萬兩金以資操練軍隊。崇祯十七年（1644年），北京失陷後他与史可法等人尊奉弘光帝朱由崧監國。選用官員時，史可法推薦吳甡，他不會答；祁彪佳請他輔佐弘光帝，他避嫌推卻，但得進任掌印秉筆隨堂，提督京營，並掌管新建立的勇衛營。朝議派重臣督師使揚州，他建議馬士英督師，史可法居守，又呵斥湯國祚、劉孔昭；黃澍彈劾馬士英，太監何至孔從旁協助，他說：“御史有其職責，宦官不應干預！”王坤請求催收浙江、福建金花銀，他指出東南民困讓對方打消念頭；其時朝聽討論復設東廠，他說：“先帝講學勤政，十七年如一日，是賢君；只是聽信宦官，才導致這境況。再來一劑毒藥，更不能疏導現況！”沒有回音。十一月時，他請求使用西洋大砲壯大軍威。
弘光元年（1645年），弘光帝在興寧宮悶悶不樂，侍臣詢問原因，弘光帝說：“後宮冷清，新春南部無新人。”韓贊周哭著說：“臣子希望陛下在這時節想念皇考（朱常洵）、先帝，不應該再想這些啊？”到元夕，弘光帝自行張燈，他又說：“現在天下事難以安排，卧薪嘗膽還擔心不能勝利，在意這小事簡直胡來！”弘光帝回答：“天下事有馬士英處理，你不必多言。”結果他呈上四份奏疏請求退休。後來清兵攻陷鎮江，弘光帝召來宦官量度計策，他說：“我們兵力單薄，沒辦法守和，倒不如親征。成功的可保住社稷；不成功也可全身而退。”沒有聽從。很快弘光帝逃走，他趕不及追上，打算投水自殺被阻攔，送往報恩寺；清朝將領偵知後抓獲他，他大叫求死不成功，九月時得知將會被迫北行，於是墜樓自殺。

## 引用
1. 1 2  錢海岳《南明史·卷一百十六·列傳第九十二》：韓贊周，字相文，鄠縣人。忠誠勤慎。崇禎九年，官司禮監。清兵入塞，以京營副提督巡城。閱年，已為守備南京。十六年，給五萬金，資操練。北京變聞，與史可法等奉安宗監國。及議枚卜，可法以薦吳甡，詢贊周，不應。祁彪佳請內在調護，贊周避謝曰：「義刻下。」進掌印秉筆隨堂，提督京營。勇衛營立，命歸節制。朝議遣重臣督師使揚州，贊周請馬士英為督師，而以可法居守。旋叱湯國祚、劉孔炤於朝。黃澍面糾士英，太監何至孔助澍言，贊周曰：「御史者，是其職掌。內官何得妄言！」王坤求督催浙、閩金花銀，贊周極言東南民困，坤乃罷。時議復東廠，贊周曰：「先帝講學勤政，十七年如一日，誠賢君也。徒以聽信內臣，一旦致此。一劑毒藥上，并不調引便嗑耶！」不省。十一月，請以西洋大砲以壯軍威。
2. ↑  錢海岳《南明史·卷一百十六·列傳第九十二》：上於除夕御興寧宮，憮然不怡。侍臣請故，上曰：「後宮寥落，且新春南部無新聲。」贊周泣曰：「臣以陛下令節思皇考、念先帝耳，乃作此思耶？」又元夕，上自張燈。贊周曰：「天下事正難措手，卧薪嘗膽猶恐不勝，躬此瑣屑，胡者為！」上曰：「天下事有老馬在，汝不必多言。」贊周乃四疏乞休。清兵陷鎮江，上召內臣問計，贊周曰：「兵單力弱，守和無一者，不若親征。濟，則可保宗社；不濟，亦可全身。」不聽。及上出狩，贊周追扈不及，欲投水，為人力阻，送報恩寺。清帥偵之，狂叫，求死不得。至九月，闻將迫北行，自墜樓死。